# Jean-Baptiste Messager
Pour les articles homonymes, voir Messager.
Jean-Baptiste Messager, né le 28 juin 1812 à Laval (Mayenne), mort le 12 mars 1885 à Laval, était un artiste-peintre et dessinateur français.

## Biographie

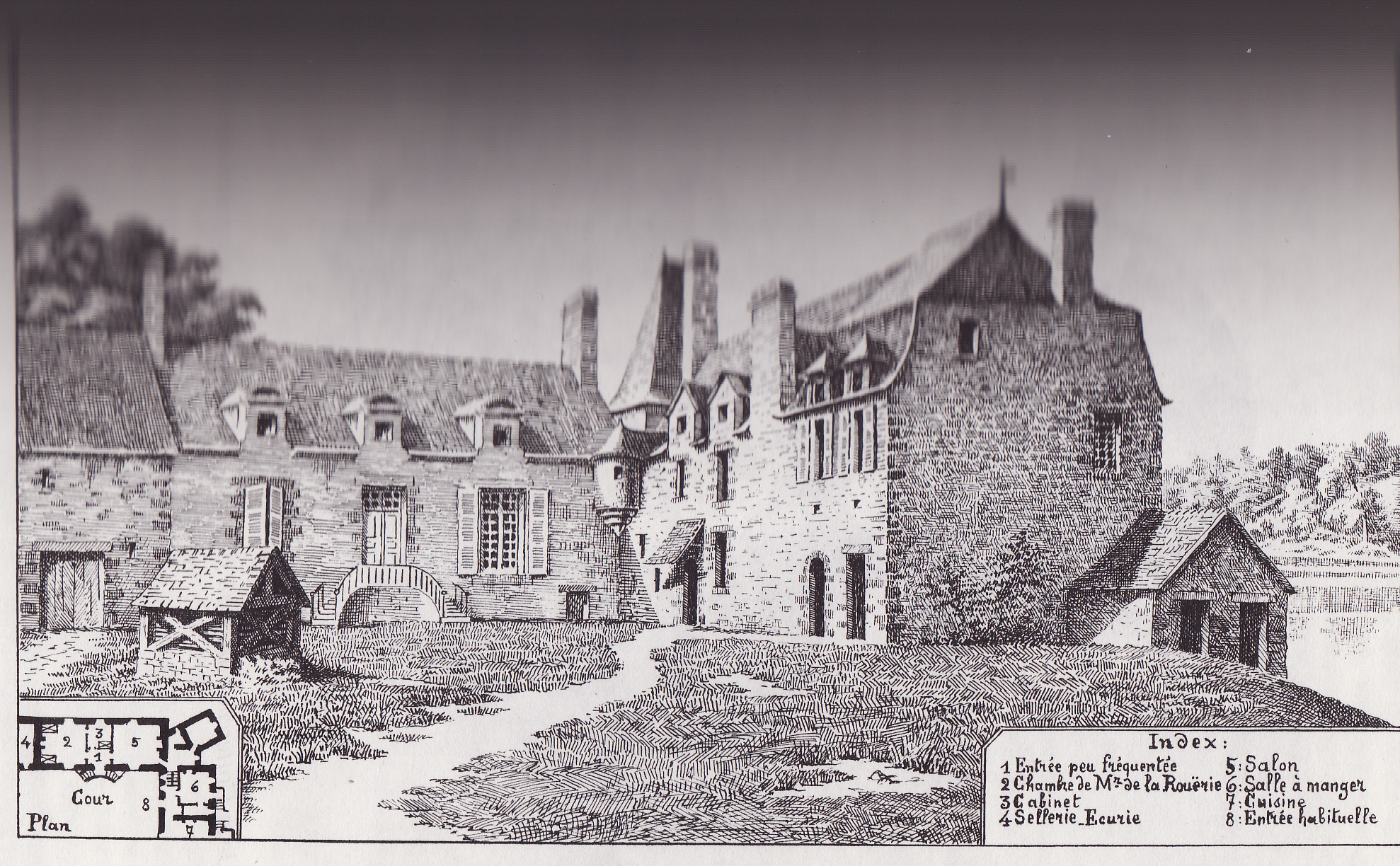
Château de Villiers

Son goût pour le dessin se révèle lorsqu'il est écolier. Son premier professeur est M. Domaine qui enseignait le dessin au collège de Laval. Quelques églises, dont celle de Montflours entre autres, sont l'objet des compositions du jeune peintre. MM. Michel de La Broise et Morin de la Blotais décidèrent son père à l'envoyer à Paris.
À Paris, il travaille quatre ans dans l'atelier du peintre François-Édouard Picot puis dans ceux de l'aquarelliste Eugène Isabey et du paysagiste Hubert.
De retour à Laval, il se met à l'œuvre : il parcourt le département de la Mayenne, dont il crayonne les principaux sites et monuments. Le 8 juin 1844, L'Écho de la Mayenne'' annonce le projet d'un album intitulé : « la Mayenne pittoresque » .

## Œuvres
Il est ensuite chargé des cours de dessin au Sacré-Cœur de Laval, à Haute-Follis, à l'institution Blu, suppléant de M. Ferret au lycée de Laval. Il donne aussi de très nombreuses leçons particulières. Toutes ces activités ne l'empêchèrent pas de fixer sur toile ou papier une collection quasiment unique de vues documentaires sur le Laval du milieu du XIXe siècle
Il obtient des médailles d'argent à Laval, Angers, Rennes, Alençon, Le Mans ; il reçut le grand diplôme d'honneur à la première exposition des Arts Réunis de Laval, exposa au Salon de Paris en 1868. Il est mort à Laval le 12 mars 1885.

## Famille
Son frère, Léon Messager s'occupa spécialement de restauration de tableaux et introduisit le premier à Laval la photographie.
Son fils Adolphe Messager (1855-1934) est lui aussi artiste. Ancien élève du Lycée de Laval, licencié en droit, il s'inscrit au Barreau de Laval. Il devient membre du Conseil de l'Ordre y siège jusqu'en 1905. Violoniste, aquarelliste, il est à partir de 1885 secrétaire de la Société des Arts Réunis de Laval qui organisait des expositions de Peinture. En 1908, 1909, 1910, 1912 il expose au Salon des Artistes Français. Il monte à Paris, puis séjourne dans le Sud de la France.
Il est inhumé au Cimetière de Vaufleury à Laval.

## Source partielle
- Notices d'autorité :   - VIAF
  - ISNI
  - IdRef
  - LCCN
  - GND
  - WorldCat
- « Jean-Baptiste Messager », dans Alphonse-Victor Angot et Ferdinand Gaugain, Dictionnaire historique, topographique et biographique de la Mayenne, Laval, A. Goupil, 1900-1910 [détail des éditions] (BNF 34106789, présentation en ligne)
- Guy Ramard, Annuaire de l'Association Amicale des Anciens Élèves du Collège et du Lycée de Laval, 57e Année, 1934-1935. Goupil, 1935. p. 30–31.